# Urbalacone
Urbalacone (in corso Urbalacò) è un comune francese di 68 abitanti situato nel dipartimento della Corsica del Sud nella regione della Corsica.

## Società

### Evoluzione demografica
Abitanti censiti